# Estudio virtual
Un estudio virtual es un estudio de televisión que permite una combinación a tiempo real de personas y objetos con entornos u objetos generados por ordenador. Para esta integración se utilizará la técnica llamada croma o en inglés, chromakey. El punto fuerte de un estudio virtual es que la cámara real se mueve en un espacio en 3D mientras que la imagen de la cámara virtual se renderiza desde la misma perspectiva a tiempo real, por lo que este escenario virtual se tiene que adaptar en cada momento a la configuración de la cámara (zum, barrido, ángulo, travelling, etc.). Este es el hecho que diferencia a un estudio virtual de la técnica de croma tradicional. También se diferencia de las técnicas utilizadas en el cine, ya que las escenas en el cine se editan posteriormente y en un estudio virtual, como es a tiempo real, no necesita una postproducción.

## Distintas aplicaciones
En un estudio virtual podemos diferenciar distintos usos según la necesidad de cada producción.

### Sistemas de preproducción
Sistemas estáticos. En los sistemas estáticos, se tienen pregrabadas las imágenes virtuales de los fondos para las distintas configuraciones de las cámaras. Dichos fondos se guardan en un servidor desde el cual el sistema se encarga de sincronizar cada configuración de las cámaras con su imagen de fondo correspondiente. Es el sistema más fácil, pero tiene la desventaja de que sólo se puede aplicar a un tipo de programa determinado como podrían ser los noticiarios o los programas meteorológicos.

### Sistemas a tiempo real
Sistemas dinámicos. Por otro lado tenemos a los sistemas dinámicos que nos permiten integrar un movimiento de la cámara dentro de un entorno el 100% virtual creado por ordenador y en tiempo real. En cambio nos encontramos que es un sistema que requiere grandes dosis de cálculo computacional.

### Sistemas de posproducción
En cinematografía se producen las escenas previamente grabadas mediante la introducción de fondos virtuales. Esta técnica se utiliza actualmente en el cine de acción, donde se opta por grabar una escena sobre un fondo de color uniforme, generalmente verde o azul, y posteriormente estas escenas se integran en un entorno virtual.

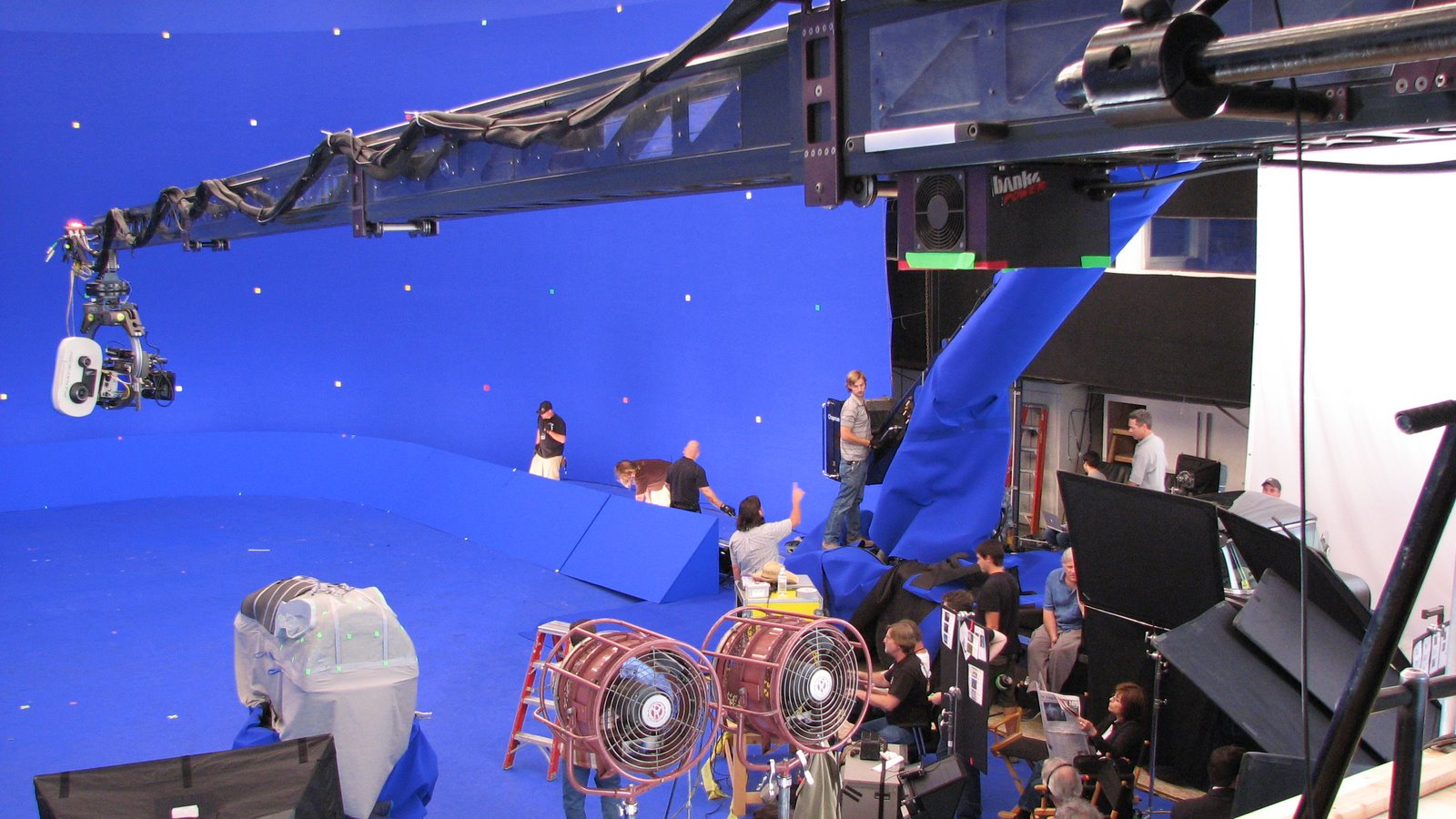
Estudio virtual de The Spiderwick Chronicles, donde se está preparando una escena con efectos especiales utilizando tecnología virtual en un estudio virtual

## Soluciones técnicas
Actualmente existen muchas soluciones técnicas para crear estudios virtuales. Muchas de ellas incluyen los siguientes componentes:
- Seguimiento de cámara. Utiliza mesuras ópticas o mecánicas para crear un flujo continuo de datos que describen la perspectiva exacta de una cámara.
- Reproducción del software en tiempo real. Se consigue mediante los datos de seguimiento de cámara y genera una imagen sintética de un estudio de televisión.
- Un mezclador de vídeo. Combina la imagen de la cámara de televisión con la imagen de la reproducción del software en tiempo real y produce la salida de vídeo final. La forma más utilizada para mezclar dos vídeos es utilizando la técnica del croma.
- Sistemas externos de croma. Son equipos que se insertan en la cadena de señal del mezclador de video, su objetivo es eliminar un color puro (por lo general verde o azul al 100%) que llena toda la parte posterior de la toma, dejando únicamente a los actores que se encuentran en frente de esta superficie de color, permitiendo así reemplazar este color por cualquier otro tipo de contenido.

## Diferencias con el croma tradicional
La principal diferencia con el croma tradicional (el que se utiliza por ejemplo en programas meteorológicos) se encuentra en que en los sistemas tradicionales tenemos un fondo estático sobre el que no se realiza ningún tipo de movimiento de cámara (zum, barrido, etc.) mientras que en un estudio virtual este fondo estático se sustituye por uno de dinámico (generalmente tridimensional) generado por ordenador. De este modo la cámara queda libre para hacer todo tipo de movimientos, los cuales tienen que estar sincronizados con el fondo virtual. 

## Ventajas de un estudio virtual

### Productividad
Un estudio virtual es una herramienta muy productiva. Esta tecnología permite a los organismos de radiodifusión realizar cambios en la presentación de un escenario con sólo unos pocos clics. Es muy útil si se tiene que utilizar un mismo espacio para realizar distintos programas.

### Utilización del espacio
Esta tecnología nos permite producir vídeos muy ricos en contenidos en espacios muy pequeños. Con esto podemos conseguir emitir programas con un escenario virtual muy grande utilizando un espacio de producción muy pequeño. Esta técnica además consigue ahorrar espacio de almacenamiento, ya que como todos los conjuntos son virtuales, sólo es necesario almacenar los conjuntos reales o físicos.

### Ahorro en la producción
Diseñar grandes escenarios es caro y una vez construidos son difíciles de cambiar. Además también necesitan de un mantenimiento. Los estudios virtuales se ahorran estos costes ya que no necesitan la intervención de ningún sujeto y además siempre se verán como si fuesen nuevos. 

### Herramienta creativa
Los estudios virtuales permiten poner al límite nuestra capacidad de imaginación. Los únicos límites que existen son los de nuestra creatividad. Esto significa que la libertad de creación en un estudio virtual es mucho más grande que en cualquier otro tipo de estudio.

### Tecnología verde
Un estudio virtual no necesita madera, ni plasmas reales, incluso la iluminación se puede conseguir usando tan solo unos pocos focos. Los estudios virtuales son la primera tecnología verde para la industria de la radiodifusión.

## Inconvenientes de un estudio virtual

### Coste computacional
Con sistemas en 2 dimensiones no hay límite en la complejidad del escenario salvo por el tiempo que se tarda en diseñar el escenario virtual de fondo. Con sistemas 3D el ordenador que genera el estudio tiene que renderizar la imagen dibujando la superficie y rellenándola con diferentes texturas y sombras. Más realismo requiere más texturas lo que reduce el máximo Frame-Rate.
Las limitaciones actuales implican que las imágenes renderizadas a 50 campos por segundo son o bien modelos simples con texturas complejas, o bien modelos complejos con texturas simples.
Añadir efectos lumínicos y anti-aliasing, y correcta interpolación conlleva un aumento del coste computacional, es por todo ello que ni la próxima generación de superordenadores será capaz de alcanzar realidad fotográfica para estudios virtuales en tiempo real.

### Diferencias en señales
Usar un estudio virtual supone demoras entre la imagen y el sonido, debido a la diferencia de señal entre la cámara real y el estudio virtual. Para solucionar este problema solamente tendremos que demorar la señal de audio para sincronizarla con la señal de vídeo.

## Recomendaciones para el uso de un estudio virtual
1. Límite de 3 personas en escena.  Si hay más de tres personas en escena, es más complicada la realización, primero porque se necesita un estudio más grande y segundo,  la iluminación es más difícil. Cuantos menos sujetos se tengan que iluminar más fácil es hacer el croma.
2. Utilizar múltiples cámaras. Para tener una mejor realización siempre es mejor tener varias cámaras para dar más dinamismo a las escenas. En un sistema virtual sólo será necesario indicar la posición de cada cámara dentro del escenario virtual creado por ordenador.
3. Evitar las esquinas.  Es importante para obtener una iluminación lo más uniforme posible en la pantalla verde. Cuanto más uniforme sea el color verde de fondo más fácil será hacer el croma.

## Diferencias entre técnicas de cine y televisión
Diferencia entre la técnica usada en el cine y en televisión: podemos afirmar que el principal problema de la televisión es que, al trabajar en tiempo real y dado el coste computacional tan elevado de los entornos virtuales, con los ordenadores actuales es imposible obtener una calidad fotográfica en los acabados. En el cine, dado que no se trabaja en tiempo real sino que el escenario virtual se introduce a posteriori, se obtiene una calidad del escenario mucho mayor, llegando incluso a ser casi indistinguible de un escenario real dada su calidad fotográfica.